# Henryk Pietraszkiewicz (ekonomista)
Henryk Pietraszkiewicz (ur. 21 września 1950) – polski ekonomista i bankowiec, prezes zarządu Wschodniego Banku Cukrownictwa w latach 2003–2006, Noble Bank w latach 2006–2008 i FM Bank w latach 2009–2013.

## Życiorys
Absolwent studiów magisterskich na kierunku ekonomicznym oraz studiów podyplomowych Szkoły Głównej Planowania i Statystyki w Warszawie.
W latach 1973–1992 pracował w spółce Inco Veritas należącej do stowarzyszenia PAX, a następnie do 1993 w spółce Swiss Trading z sektora farmaceutycznego.
W 1994 rozpoczął pracę w sektorze bankowym w Polsce zajmując stanowiska dyrektorskie w Polskim Banku Inwestycyjnym, Banku Ochrony Środowiska i Banku Gospodarki Żywnościowej, do którego zarządu został powołany w 2002.
W latach 2003–2006 prezes zarządu Wschodniego Banku Cukrownictwa a w latach 2006–2008 prezes zarządu Noble Bank.
W latach 2009–2013 był prezesem zarządu FM Banku, jedynym w trakcie istnienia tej instytucji. Po wchłonięciu banku przez Polski Bank Przedsiębiorczości i zmianie nazwy na FM Bank PBP został członkiem jego rady nadzorczej.
Zasiadał w radach nadzorczych m.in. BGŻ Leasing (jako przewodniczący), Domu Maklerskiego BOŚ, Hortexu, JW Construction (jako wiceprzewodniczący), Novavis Group, Paged Energy.

## Odznaczenia i wyróżnienia
- Złoty Krzyż Zasługi (2012)[6]
- Odznaka honorowa „Za zasługi dla bankowości Rzeczypospolitej Polskiej” (2006)[7]